# Keifuku Electric Railroad
Keifuku Electric Railroad (京福電気鉄道株式会社?, Keifuku Denki Tetsudō Kabushiki-gaisha) è una compagnia di trasporto passeggeri che gestisce la linea tranviaria di Kyoto, una funicolare e una funivia. L'azienda è quotata alla Borsa di Tokyo ed è una filiale della compagnia Keihan Electric Railway che possiede il 42,89% delle azioni della società.

## Storia
La Keifuku Electric Railroad è stata ufficialmente fondata il 2 marzo 1942 per rilevare l'attività ferroviaria della Kyōto Dentō (京都電燈?) (linee Arashiyama, Kitano ed Eizan). Ad agosto dello stesso anno recuperò le linee Mikuni Awara e Kurama, poi nel 1944 le linee Katsuyama Eiheiji e Maruoka. Quest'ultima chiuse nel 1964.
Nell'aprile del 1986, la compagnia trasferisce le linee Eizan e Kurama alla compagnia Eizan Electric Railway.
A febbraio 2003, la compagnia cedette le linee Mikuni Awara e Katsuyama Eiheiji alla nuova compagnia ferroviaria Echizen, mantenendo solo le 2 linee del tram di Kyoto.

## Linee ferroviarie

### Tram
L'azienda gestisce entrambe le linee del tram di Kyoto, sono indicate collettivamente come Randen (嵐電?).
| Linea                       | Nome giapponese | Distanza totale | Capolinea                         | Stazioni |
| --------------------------- | --------------- | --------------- | --------------------------------- | -------- |
| Linea principale Arashiyama | 嵐山本線        | 7,2             | Shijō-Ōmiya - Arashiyama          | 13       |
| Linea Kitano                | 北野線          | 3.8             | Kitano-Hakubaichō-Katabiranotsuji | 10       |

### Funicolare
L'azienda gestisce la funicolare Eizan (叡山ケーブル?, Eizan Kēburu) situata sul monte Hiei a nord-est di Kyoto.

### Funivia
La compagnia gestisce la funivia Eizan (叡山ロープウェイ?, Eizan Rōpuwei) anch'essa situata sul monte Hiei.

## Materiale rotabile
- Mobo 101: 6 vetture
- Mobo 301: 1 vetture
- Mobo 501: 2 vetture
- Mobo 621: 5 vetture
- Mobo 611: 6 vetture
- Mobo 21: 2 vetture
- Mobo 631: 3 vetture
- Mobo 2001:2 vetture

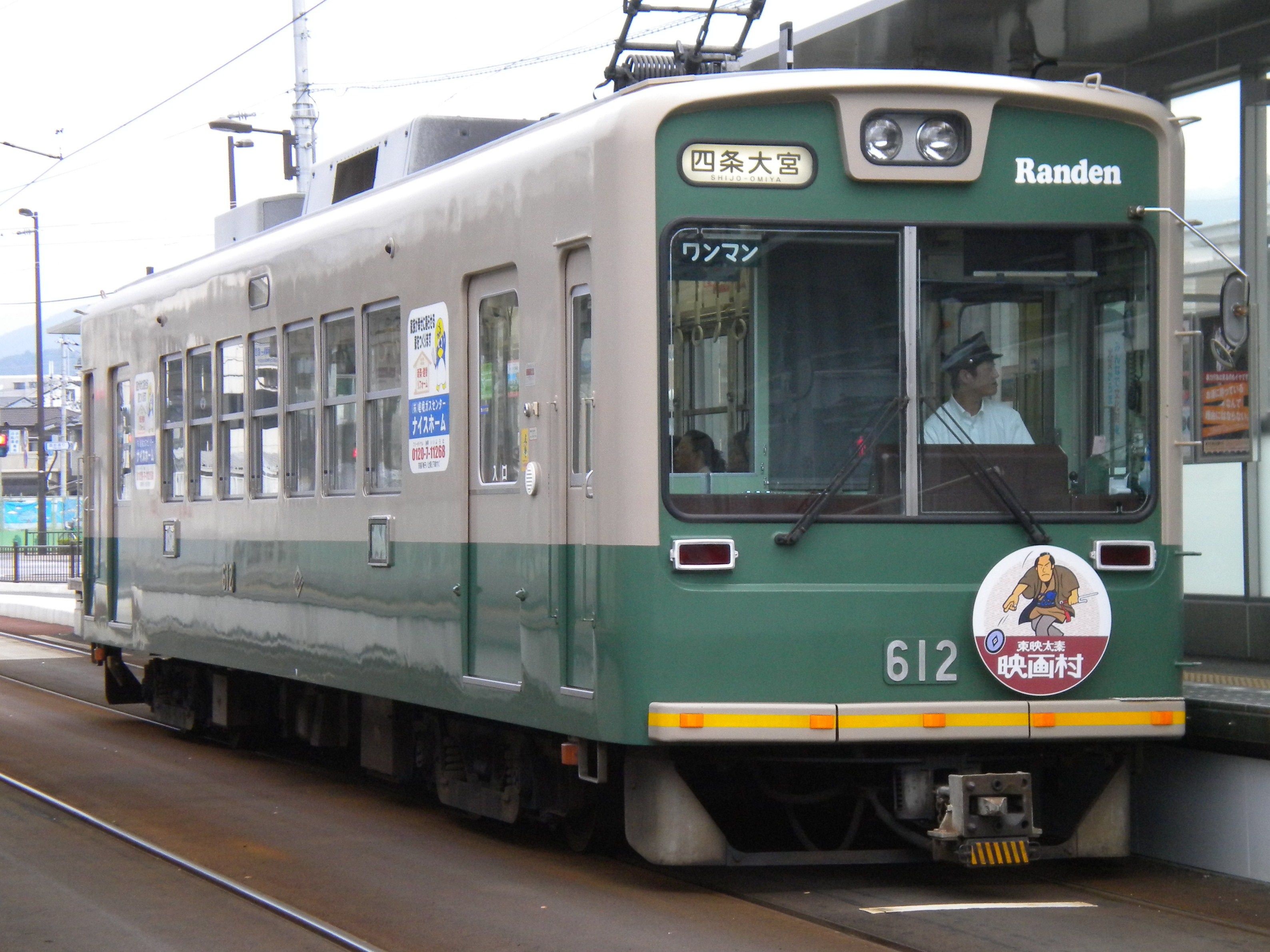
Mobo 611
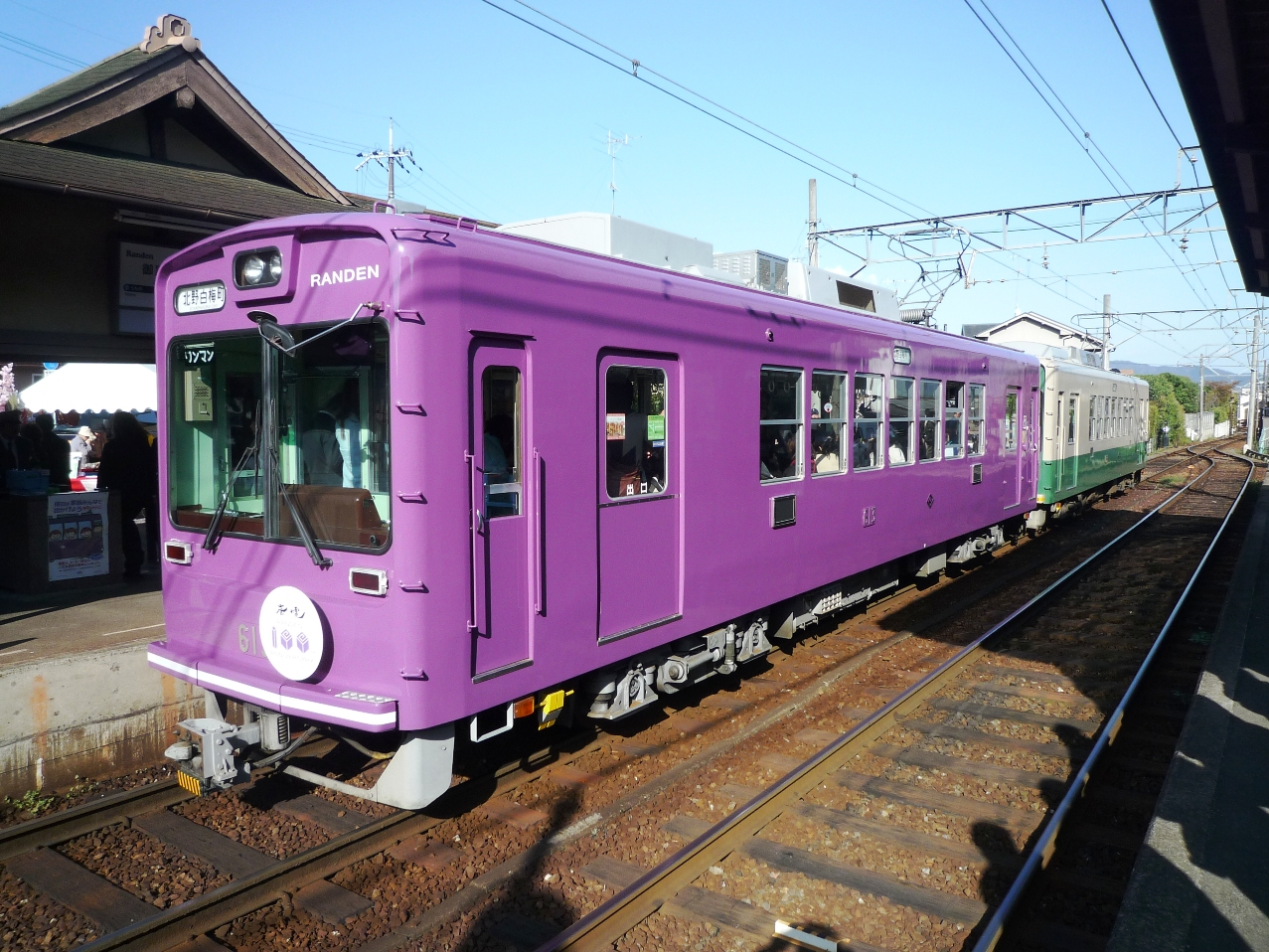
Mobo 611 con nuova vernice viola
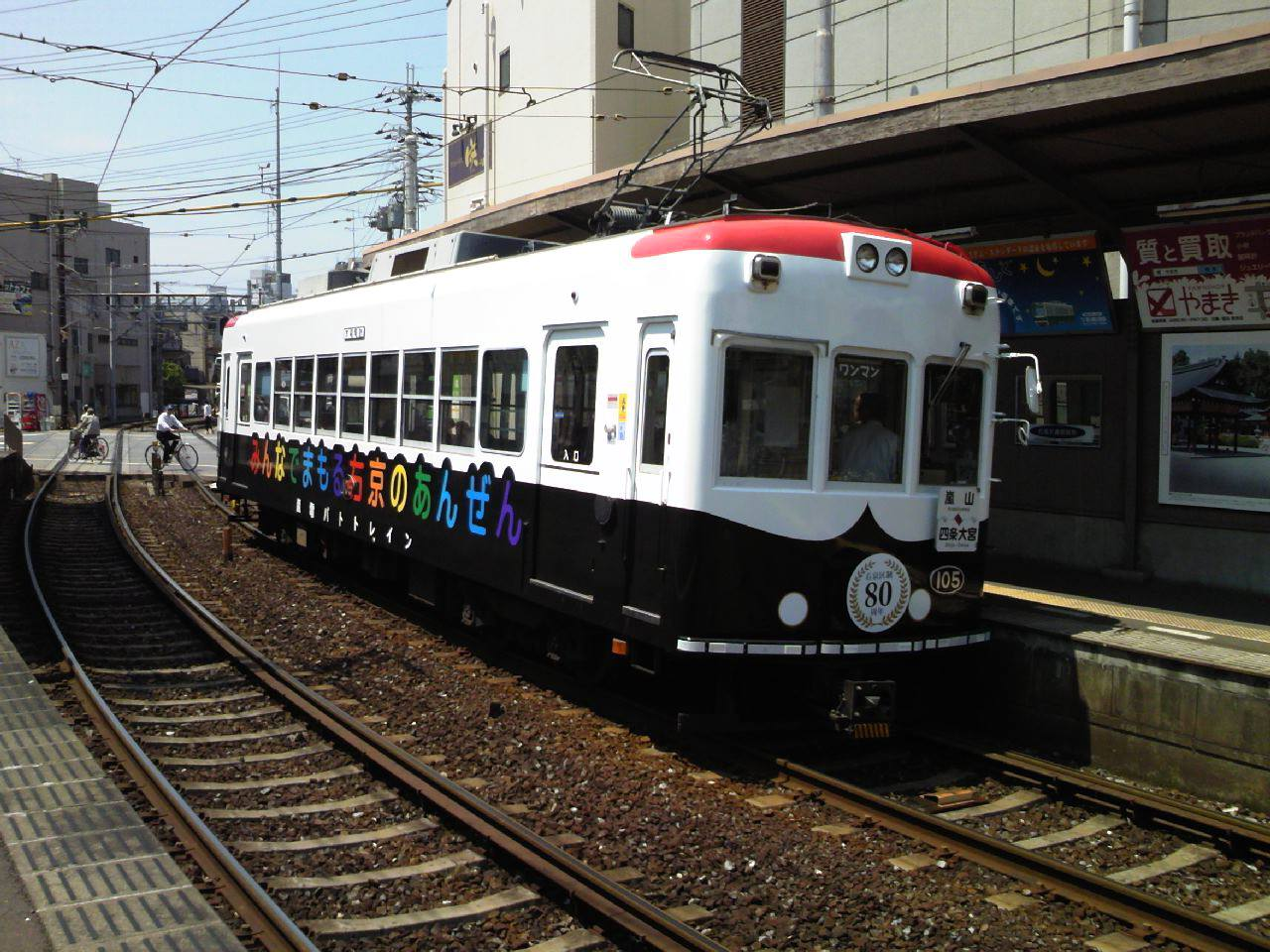
Mobo 101
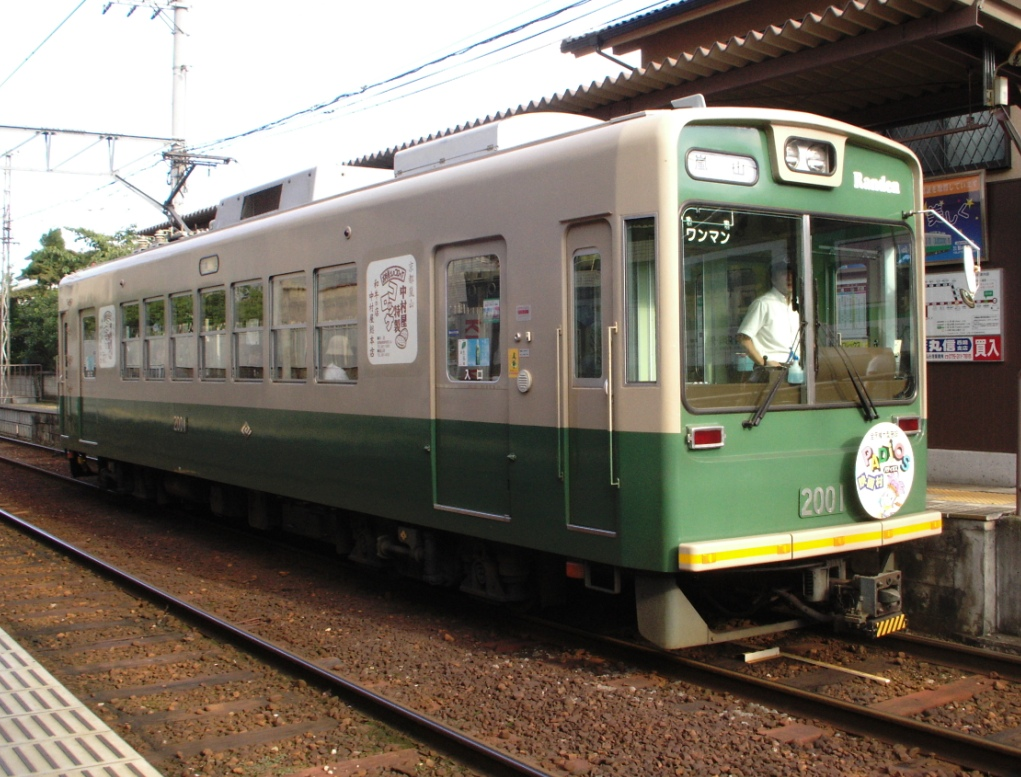
Mobo 2001

## Treno Yōkai
Dal 2007, il treno Yōkai circola in estate come una delle misure per attirare i passeggeri. I treni circolano sulla linea principale di Arashiyama e sulla linea Kitano a partire dalla sera come treni speciali. L'atmosfera del treno è creata utilizzando luci nere per l'illuminazione interna, poster che presentano vari yōkai, tende direzionali blu attaccate ai vagoni e comparse in costume. Ad aggiungere atmosfera c'è la musica di sottofondo inquietante suonata all'interno del treno. Il treno yōkai viaggia in entrambe le direzioni, ma non si ferma in nessuna delle solite stazioni lungo il percorso.